# Сигаев, Сергей Фёдорович
Сергей Фёдорович Сигаев (10 ноября 1918, станция Прохоровка, Курская губерния, РСФСР — 24 декабря 1993, Пермь, Пермский край, Российская Федерация) — инженер, руководитель.

## Биография
Окончил Таганрогский авиационный техникум (1939), работал технологом на авиазаводе No 116 в г. Арсеньев Уссурийского края. В 1940 году переведён в Молотов (Пермь).
В 1940—1964 гг. работал на заводе им. Свердлова (Завод № 19, до 1962 г. — им. Сталина): технолог, зам. начальника цеха, начальник цеха (1946—1956), с 1956 начальник специального производства (производство ракетных двигателей) и зам. главного инженера. Без отрыва от производства окончил Уральский политехнический институт (1953).
Главный инженер Пермского электроприборного завода (1964—1967). Начальник Конструкторского бюро машиностроения с 1967 по 1972. Генеральный директор Производственного объединения «Искра» и директор Пермского завода химического оборудования с 1975 по 1987.
Руководил производством ракетной техники, в том числе маршевых ракетных двигателей на твердом топливе (РДТТ) для ракетных комплексов РС-12, РС-12П, РСМ-45.
В его честь названа улица в Перми.

## Награды
- Заслуженный машиностроитель РСФСР (1978)
- Ленинская премия (1984)[1][2]
- Орден Ленина (1961) — за успешное выполнение специального задания Правительства по созданию образцов ракетной техники, космического корабля-спутника «Восток» и осуществление первого в мире полета этого корабля с человеком на борту.[3]
- Орден Трудового Красного Знамени (1971)
- Орден Октябрьской Революции (1976).